# (19025) Arthurpetron
(19025) Arthurpetron (2000 SC117) – planetoida z pasa głównego asteroid okrążająca Słońce w ciągu 3,82 lat w średniej odległości 2,44 j.a. Odkryta 24 września 2000 roku.